# Unterschnitzing
Unterschnitzing (mundartl.: Undàschnizing) ist ein Gemeindeteil der Gemeinde Tyrlaching im oberbayerischen Landkreis Altötting.

## Lage
Das Dorf Unterschnitzing liegt etwa 2,5 Kilometer nordöstlich von Tyrlaching. Hier befindet sich der Bahnhof Tyrlaching an der Bahnstrecke Mühldorf–Freilassing.

## Geschichte
Der Name des Ortes geht auf einen altdeutschen Personennamen zurück und bezeichnet den Ort bei den Leuten des Sniz(z)o.